# Carmen de Areco
Carmen de Areco är en ort i östra Argentina, och ligger i provinsen Buenos Aires. Den är huvudort för ett distrikt (partido) med samma namn. Folkmängden uppgick till cirka 13 000 invånare vid folkräkningen 2010.